# Starksia brasiliensis
Starksia brasiliensis är en fiskart som först beskrevs av Gilbert, 1900.  Starksia brasiliensis ingår i släktet Starksia och familjen Labrisomidae. Inga underarter finns listade i Catalogue of Life.